# Per Lundbeck
Per Olof Gunnar Lundbeck, född 22 juli 1936 i Sofia församling i Stockholms stad, är en svensk militär.

## Biografi
Lundbeck avlade studentexamen vid Försvarets läroverk 1959. Han avlade officersexamen 1961 och utnämndes samma år till fänrik vid Vaxholms kustartilleriregemente, där han befordrades till löjtnant 1963. Han blev kompanibefäl vid Kungliga Sjökrigsskolan 1966, befordrades till kapten 1969 och gick Stabskursen på Marinlinjen vid Militärhögskolan 1970–1972. År 1972 befordrades han till major och 1972–1974 var han biträdande sjöoperatör i Östra militärområdet. Han befordrades 1974 till överstelöjtnant vid Gotlands kustartilleriförsvar med Gotlands kustartillerikår och var 1974–1978 chef för Marindetaljen vid Operationsledningen i Försvarsstaben, varpå han 1978–1982 var stabschef vid Gotlands militärkommando. Efter att 1982–1983 varit bataljonschef i FN:s fredsbevarande styrkor i Cypern befordrades han 1983 till överste och var chef för Vaxholms kustartilleriregemente 1983–1987. Därefter var han chef Operationsledningen i Östra militärområdet 1987–1989, studerade vid Försvarshögskolan 1988 och 1992 samt var chef för Marinlinjen vid Militärhögskolan 1989–1990. År 1990 befordrades han till överste av första graden, varpå han 1990–1994 var chef för Kustartilleriets skjutskola (som 1991 namnändrades till Kustartilleriets stridsskola) och 1994–1996 var kustartilleriinspektör med placering på Kustartillericentrum.
Per Lundbeck invaldes 1980 som ledamot av Kungliga Örlogsmannasällskapet.